# Gruppo Ortles-Cevedale
Il gruppo Ortles-Cevedale (Ortlergruppe o Ortler-Alpen in tedesco) è un gruppo montuoso delle Alpi Retiche meridionali (Alpi dell'Ortles), posto in Italia settentrionale fra Trentino-Alto Adige e Lombardia e incluso nel Parco nazionale dello Stelvio. È uno dei maggiori gruppi montuosi alpini, con numerose cime che oltrepassano ampiamente i 3.000 m di altitudine, sfiorando i 4.000 m (il secondo per altezza delle Alpi Retiche e delle intere Alpi orientali dopo il massiccio del Bernina), e numerosi ghiacciai. Ai piedi delle cime maggiori si trovano alcune località turistiche estive e invernali di importanza internazionale quali Bormio, Peio, Santa Caterina Valfurva, Trafoi, Solda, Val Müstair.

## Geografia

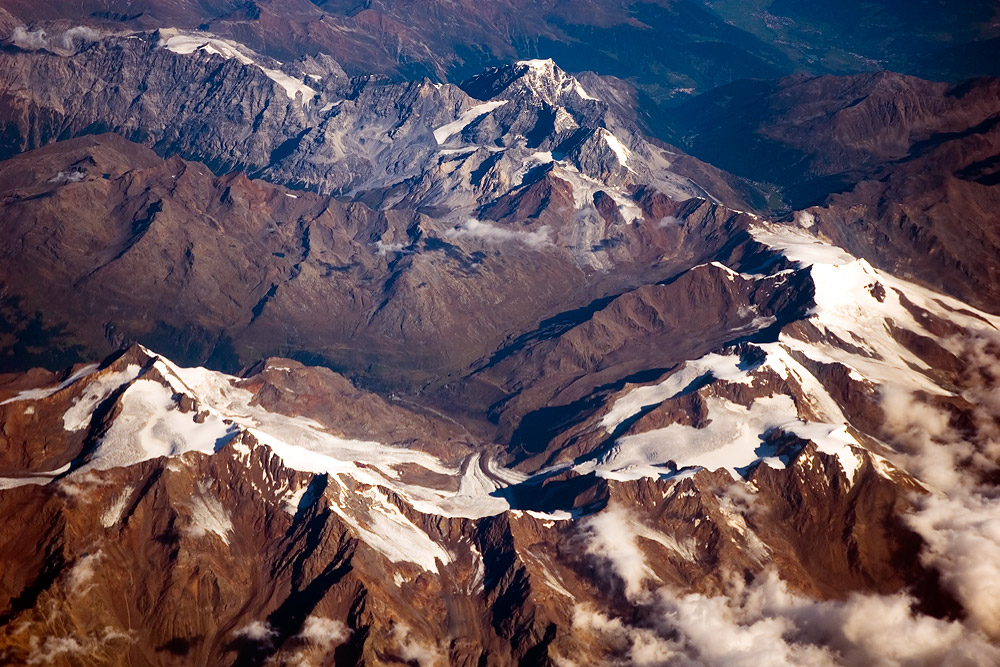
Il gruppo dell'Ortles-Cevedale visto da un aeroplano ad una quota di 10000 metri

Il gruppo Ortles-Cevedale occupa un'area molto estesa, delimitata da profonde vallate di origine glaciale. A ovest, la Valtellina lo separa da altri massicci montuosi delle Alpi Retiche tra cui il Bernina, a sud è chiuso dall'alta Val Camonica e dalla Val di Sole, che lo separano dalle Alpi dell'Adamello e della Presanella, mentre ad est si apre in un ventaglio di catene secondarie che dominano la Val Venosta.
La dorsale principale inizia al passo dello Stelvio (2.758 m), il secondo più alto valico transitabile d'Europa che collega Bormio a Trafoi, e si innalza in numerose vette al di sopra dei 3.500 m, come la punta Thurwieser (3.652 m), il Gran Zebrù (3.857 m), il Cevedale (3.769 m), per culminare con la vetta dell'Ortles con i suoi 3.905 m. Da questa dorsale si staccano creste secondarie, comunque molto elevate, che dividono tra loro importanti vallate.
Sul versante altoatesino, da nord verso sud si incontrano la Valle di Trafoi, la Valle di Solda, la Val Martello, tributarie della media Val Venosta, e la Val d'Ultimo, che confluisce nella Valle dell'Adige a sud di Merano. La vetta più alta del gruppo, l'Ortles, si eleva sulla dorsale che divide la Val di Solda dalla Valle di Trafoi. Sul versante lombardo, la Valfurva (che culmina al passo Gavia, un altro importante valico percorso da una strada carrozzabile) divide il massiccio da gruppo Sobretta-Gavia.
Ruotando in senso orario i limiti geografici sono: passo dello Stelvio, Valle di Trafoi, bassa Val Venosta, Merano, Val d'Ultimo, passo di Rabbi, Val di Rabbi, passo Cercen, Val di Peio, Val di Sole, passo del Tonale, Val di Pezzo, Valle delle Messi, passo di Gavia, Val di Gavia, Valfurva, alta Valtellina, Valle del Braulio, passo dello Stelvio.

## Classificazione

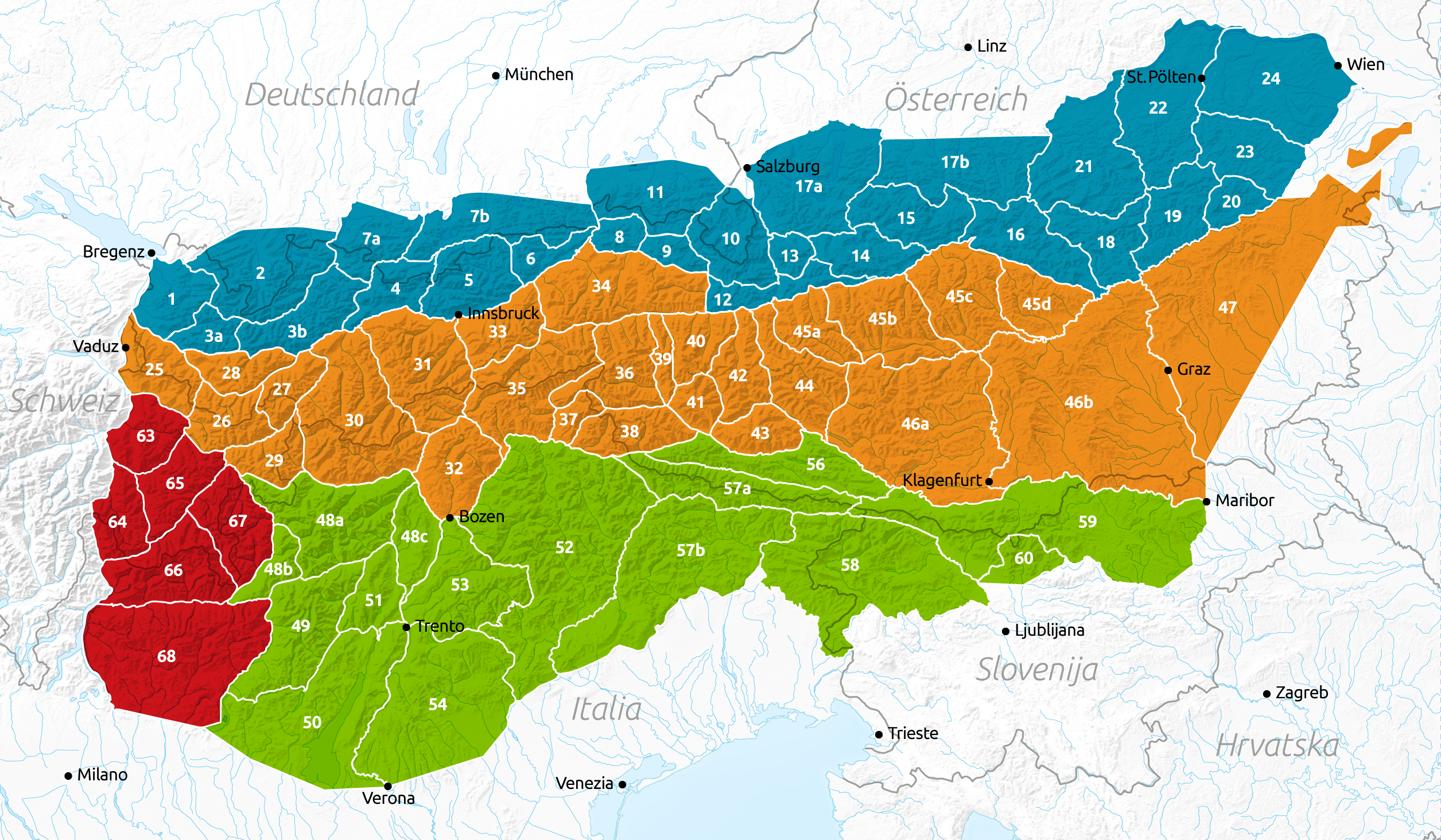
Il Gruppo Ortles-Cevedale secondo l'AVE è individuato dal numero 48a.

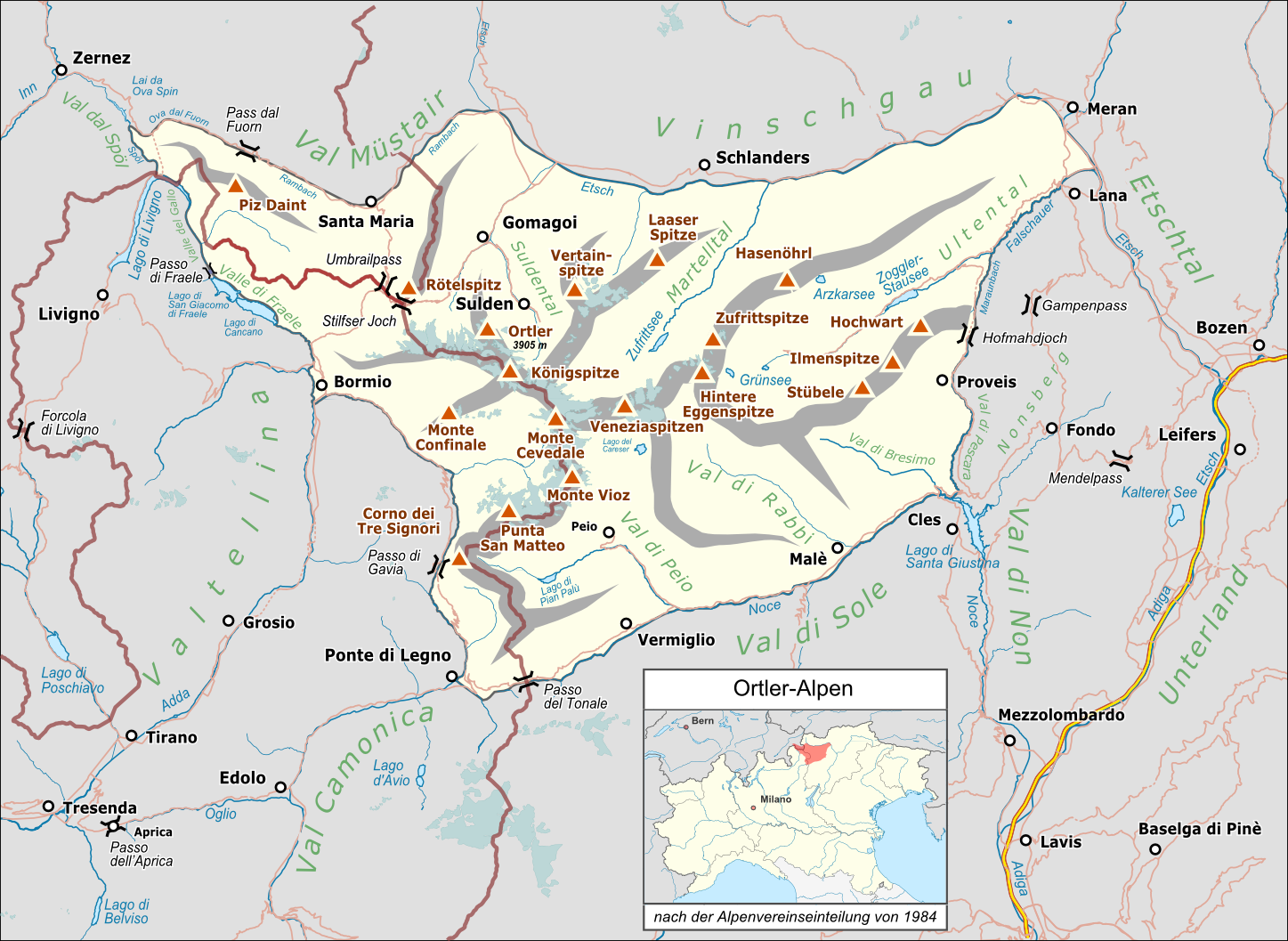
Mappa dettagliata del gruppo secondo l'AVE.

Secondo la classificazione della SOIUSA si tratta di un supergruppo alpino con la seguente classificazione:
- Grande parte = Alpi Orientali
- Grande settore = Alpi Sud-orientali
- Sezione = Alpi Retiche meridionali
- Sottosezione = Alpi dell'Ortles
- Supergruppo = Catena Ortles-Cevedale
- Codice = II/C-28.I-A[1].

Secondo l'AVE possiede confini diversi. In particolare ingloba la catena delle Maddalene e la catena Casina-Umbrail-Pizzo della Forcola che sono attribuite dalla SOIUSA, rispettivamente, alle Alpi della Val di Non ed alle Alpi della Val Müstair. Costituisce il gruppo n. 48a di 75 nelle Alpi Orientali.

## Suddivisione

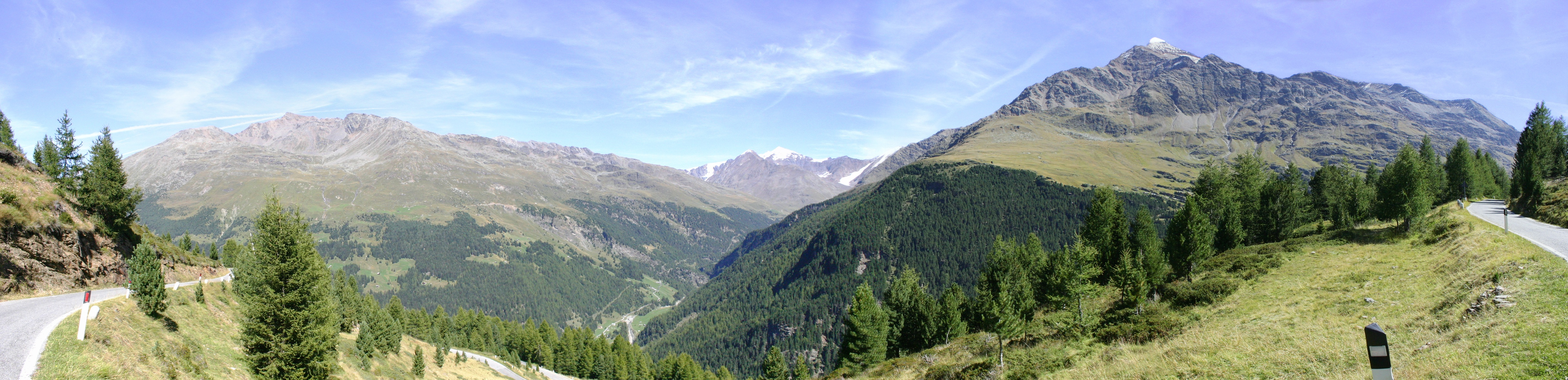
Vista sud-occidentale del gruppo dalla Val di Gavia

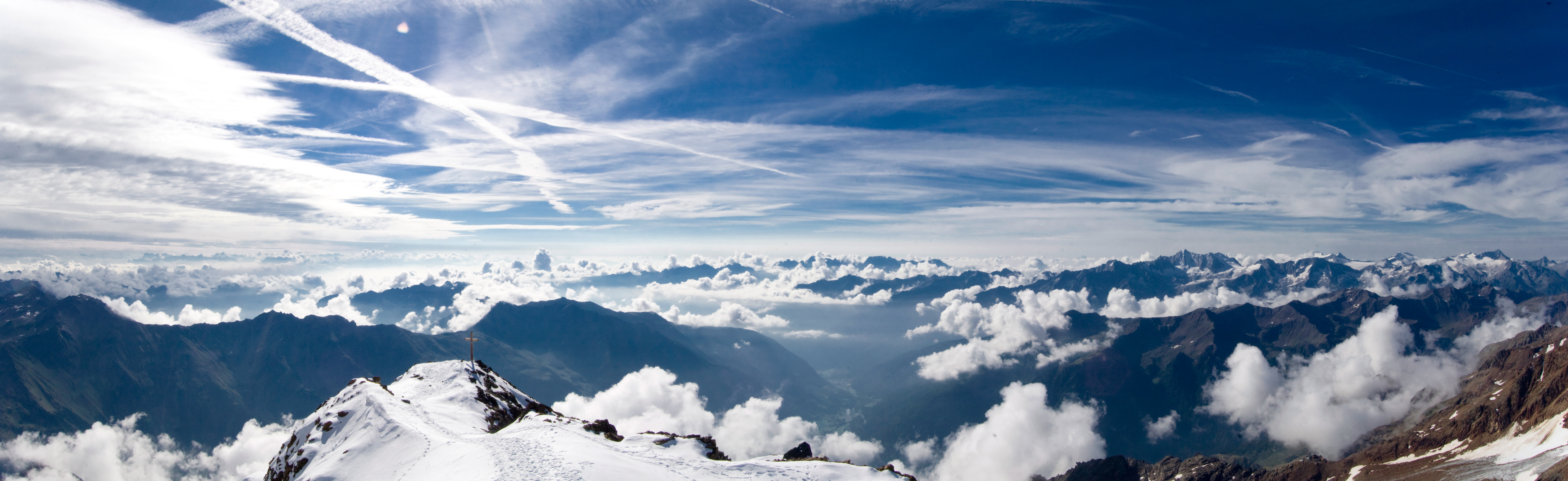
Veduta panoramica dalla cima Vioz

Secondo la SOIUSA il gruppo è suddiviso in tre gruppi ed undici sottogruppi:
- Gruppo dell'Ortles (1)
  - Gruppo del Cristallo (1.a)
  - Gruppo Trafoi (1.b)
  - Gruppo Ortles-Gran Zebrù (1.c)
  - Gruppo Forni-Confinale (1.d)
  - Gruppo Vertana-Angelo-Lasa (1.e)
- Gruppo del Cevedale (2)
  - Gruppo Cevedale-San Matteo (2.a)
  - Catena Redival-Boai (2.b)
- Catena Venezia-Sternai (A.3)
  - Gruppo Venezia (A.3.a)
  - Gruppo Vegaia-Tremenesca (A.3.b)
  - Gruppo Gioveretto-Sternai (A.3.c)
  - Gruppo dell'Orecchia di Lepre (A.3.d)

## Cime

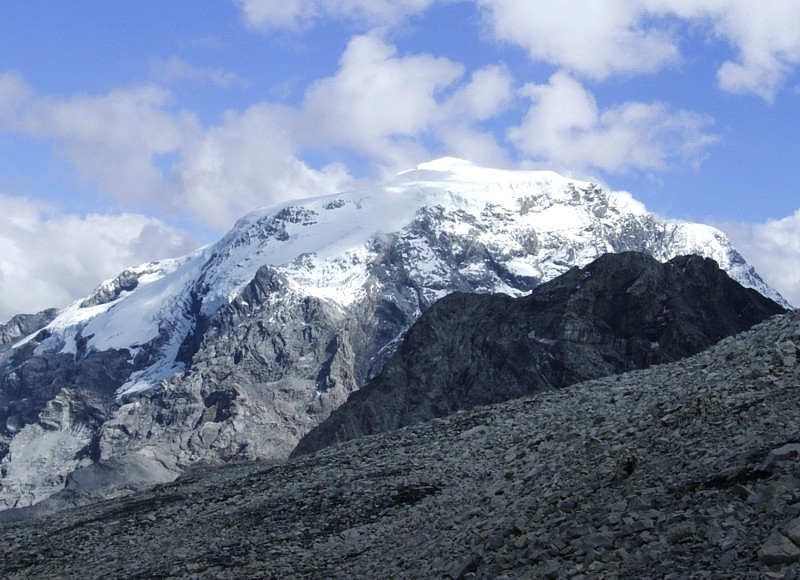
L'Ortles visto dal Passo dello Stelvio

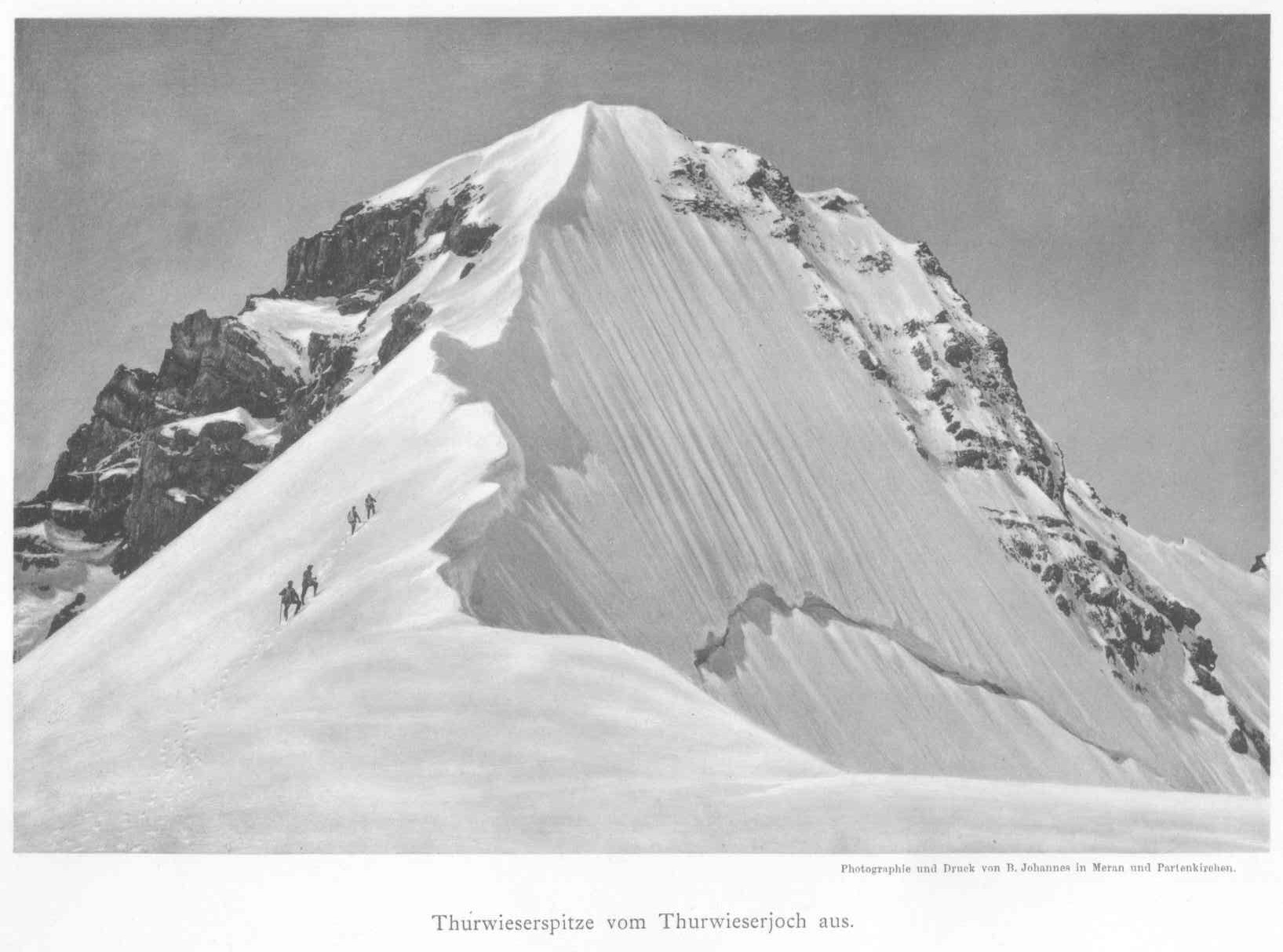
Punta Thurwieser

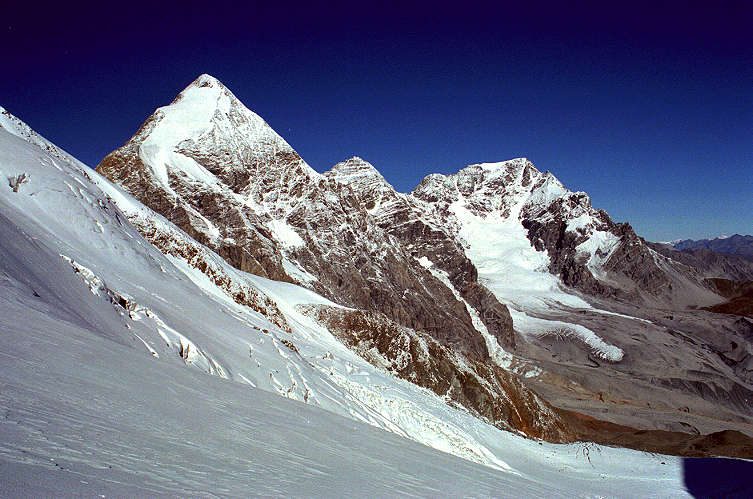
Gran Zebrù, Monte Zebrù, Ortles

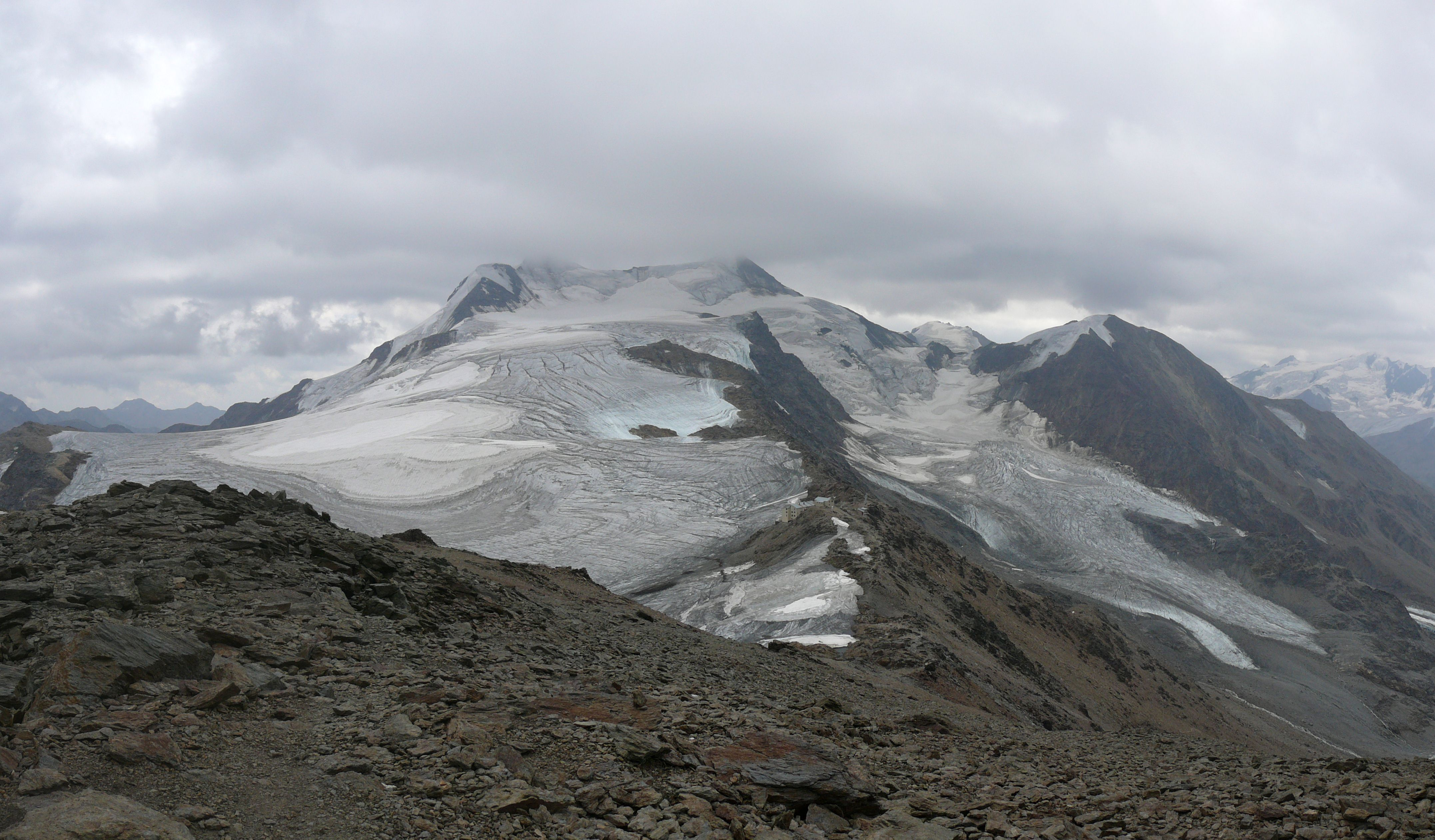
Il Monte Cevedale ed il rifugio Casati da Cima Solda

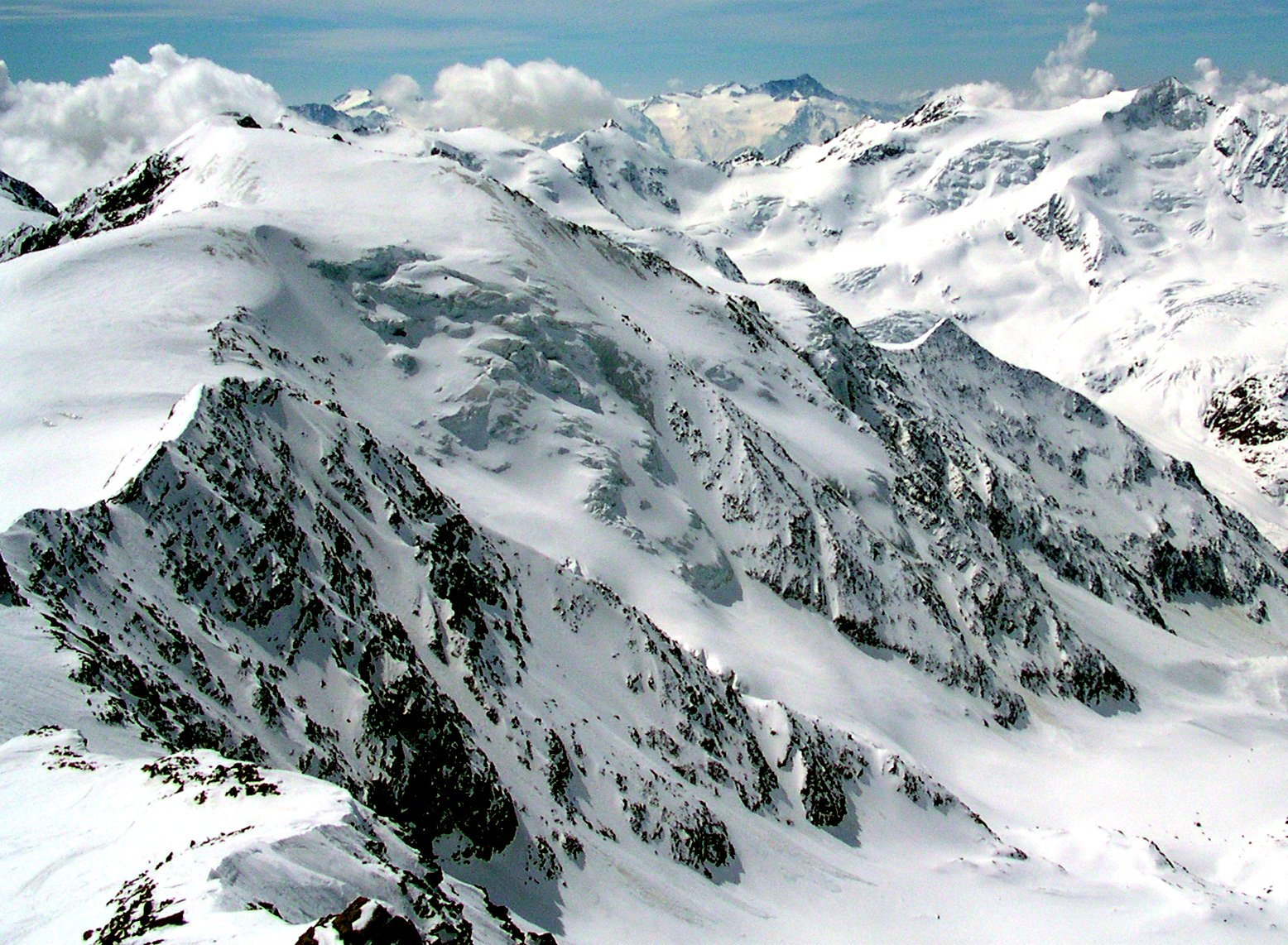
Palon de la Mare

Il gruppo è costituito da numerose cime tra le più alte della Lombardia e del Trentino-Alto Adige (in particolare, il monte Ortles è il più elevato della regione).
In particolare il Cevedale è la prima vetta delle tredici cime che contribuiscono alla formazione di uno dei più grandi ghiacciai italiani: il ghiacciaio dei Forni.
| Italiano              | Tedesco              | metri |
| --------------------- | -------------------- | ----- |
| Ortles                | Ortler               | 3.905 |
| Gran Zebrù            | Königsspitze         | 3.857 |
| Monte Cevedale        | Zufallspitze         | 3.769 |
| Monte Zebrù           |                      | 3.735 |
| Palon de la Mare      |                      | 3.705 |
| Punta San Matteo      |                      | 3.692 |
| Monte Vioz            |                      | 3.645 |
| Punta Thurwieser      | Thurwieserspitze     | 3.641 |
| Punta Taviela         |                      | 3.612 |
| Pizzo Tresero         |                      | 3.602 |
| Punta Pedranzini      |                      | 3.599 |
| Cima di Trafoi        | Trafoier Eiswand     | 3.565 |
| Monte Pasquale        | Osterberg            | 3.553 |
| Cima Vertana          | Vertainspitze        | 3.541 |
| Punta Cadini          |                      | 3.524 |
| Angelo Grande         | Hohe Angelusspitze   | 3.521 |
| Punta dello Scudo     | Schildspitze         | 3.461 |
| Punta delle Bàite     | Tuckettspitze        | 3.458 |
| Cima Sternai          | Hintere Eggenspitze  | 3.444 |
| Gioveretto            | Zufrittspitze        | 3.439 |
| Monte Cristallo       |                      | 3.434 |
| Cima Venezia          | Veneziaspitze        | 3.384 |
| Croda di Cengles      | Tschenglser Hochwand | 3.378 |
| Cima Solda            | Suldenspitze         | 3.376 |
| Monte Confinale       |                      | 3.370 |
| Corno dei Tre Signori |                      | 3.360 |
| Punta di Lasa         |                      | 3.305 |
| Orecchia di Lepre     | Hasenöhrl            | 3.257 |
| Cime dei Forni        |                      | 3.247 |
| Cima Careser          |                      | 3.189 |
| Punta di Ercavallo    |                      | 3.068 |
| Cima Nera             |                      | 3.037 |
| Cima Vegaia           |                      | 2.890 |
| Cima Tremenesca       |                      | 2.882 |

## Alpinismo

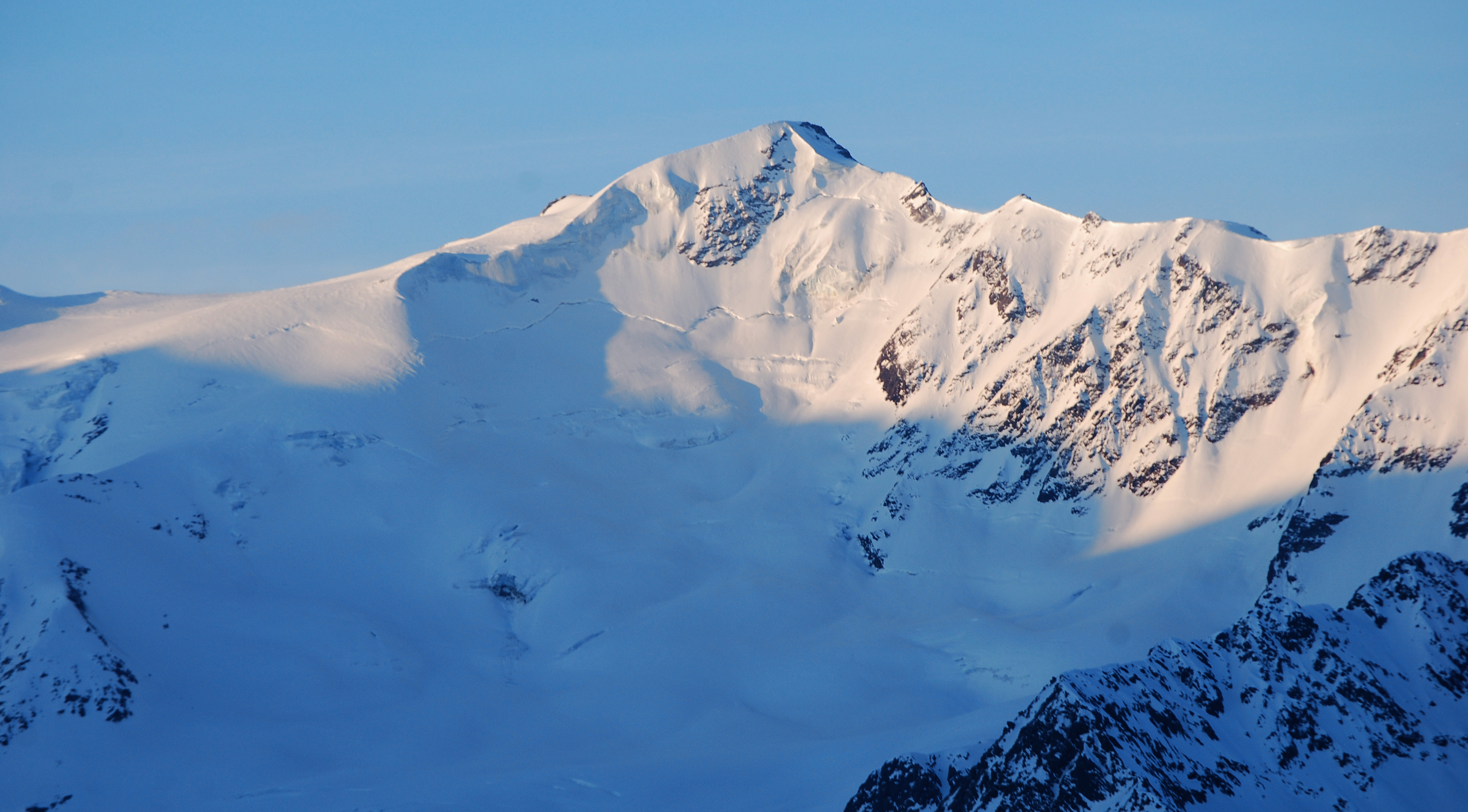
Punta San Matteo

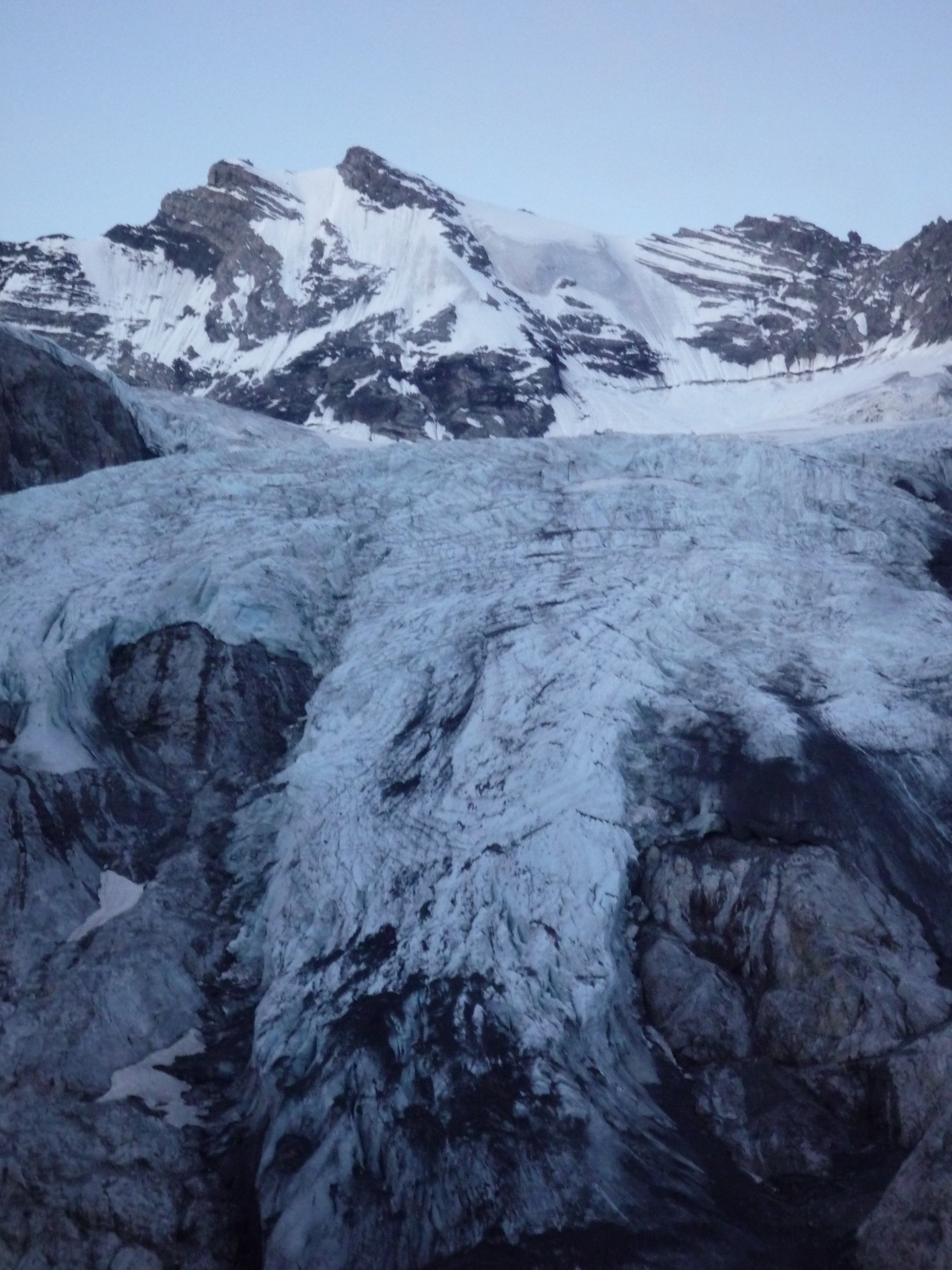
Punta Trafoi

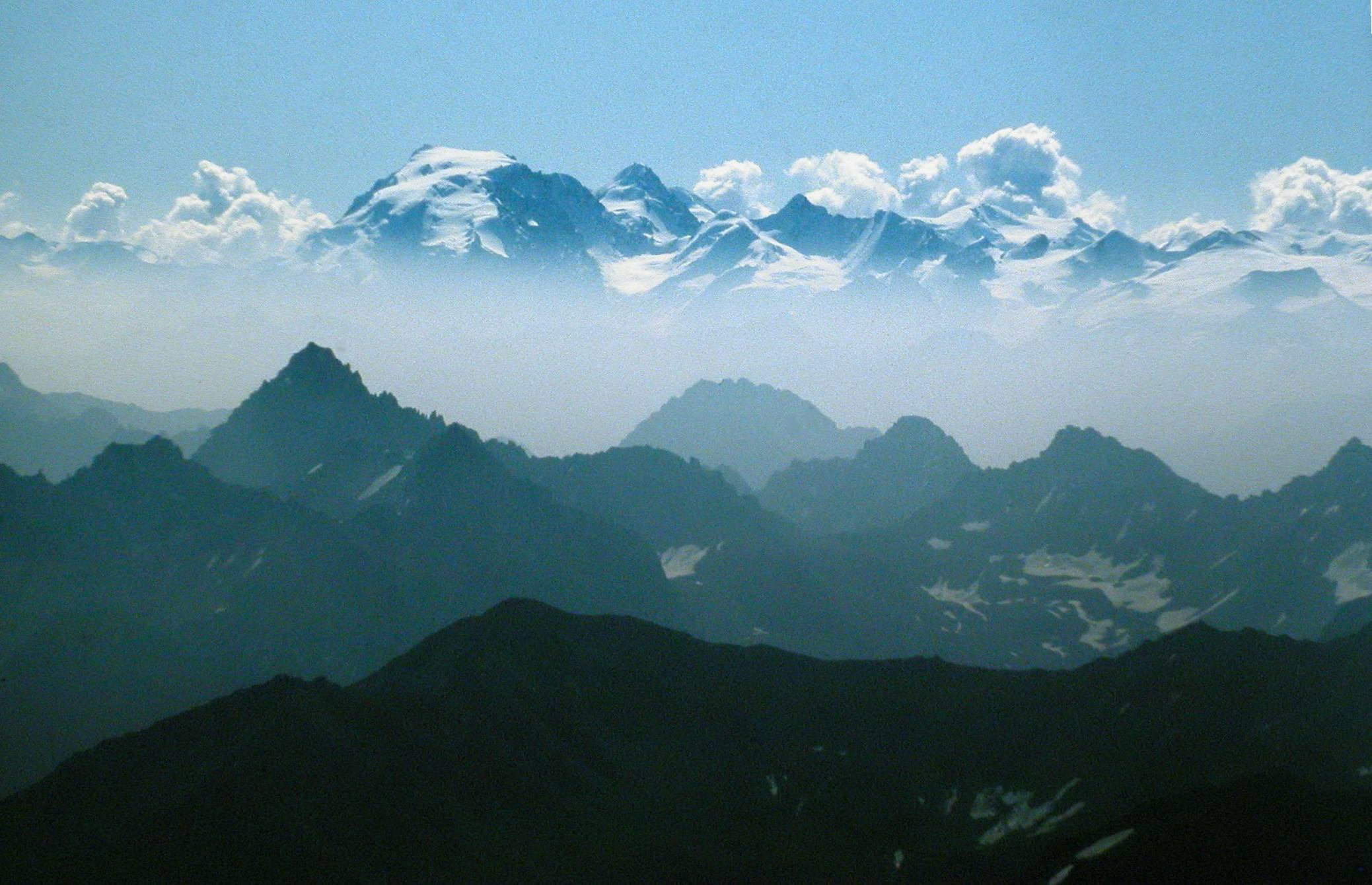
Gruppo dell'Ortles-Cevedale visto dal Piz Linard, nel Canton Grigioni

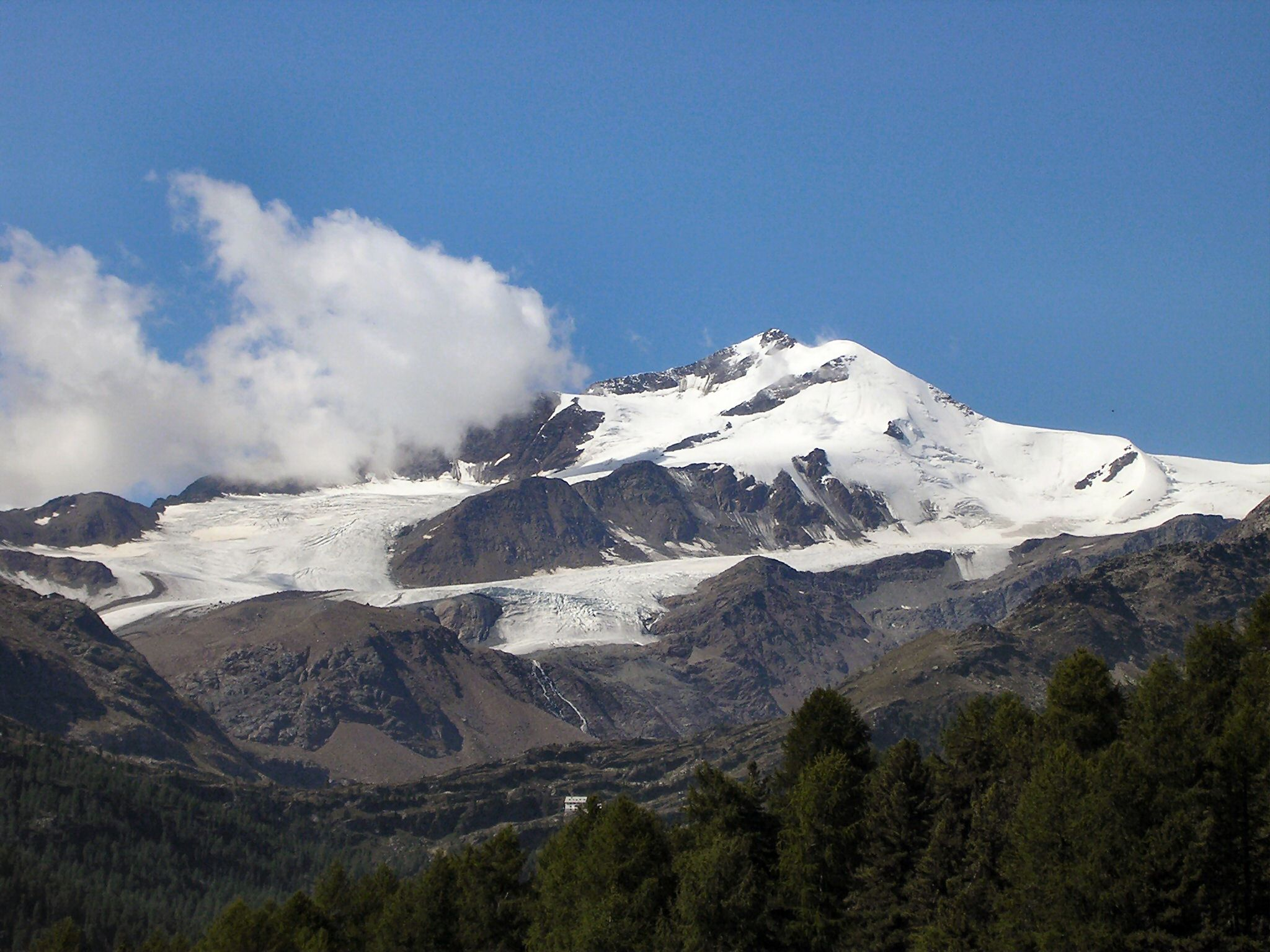
Il ghiacciaio del Cevedale, visto dalla Val Martello

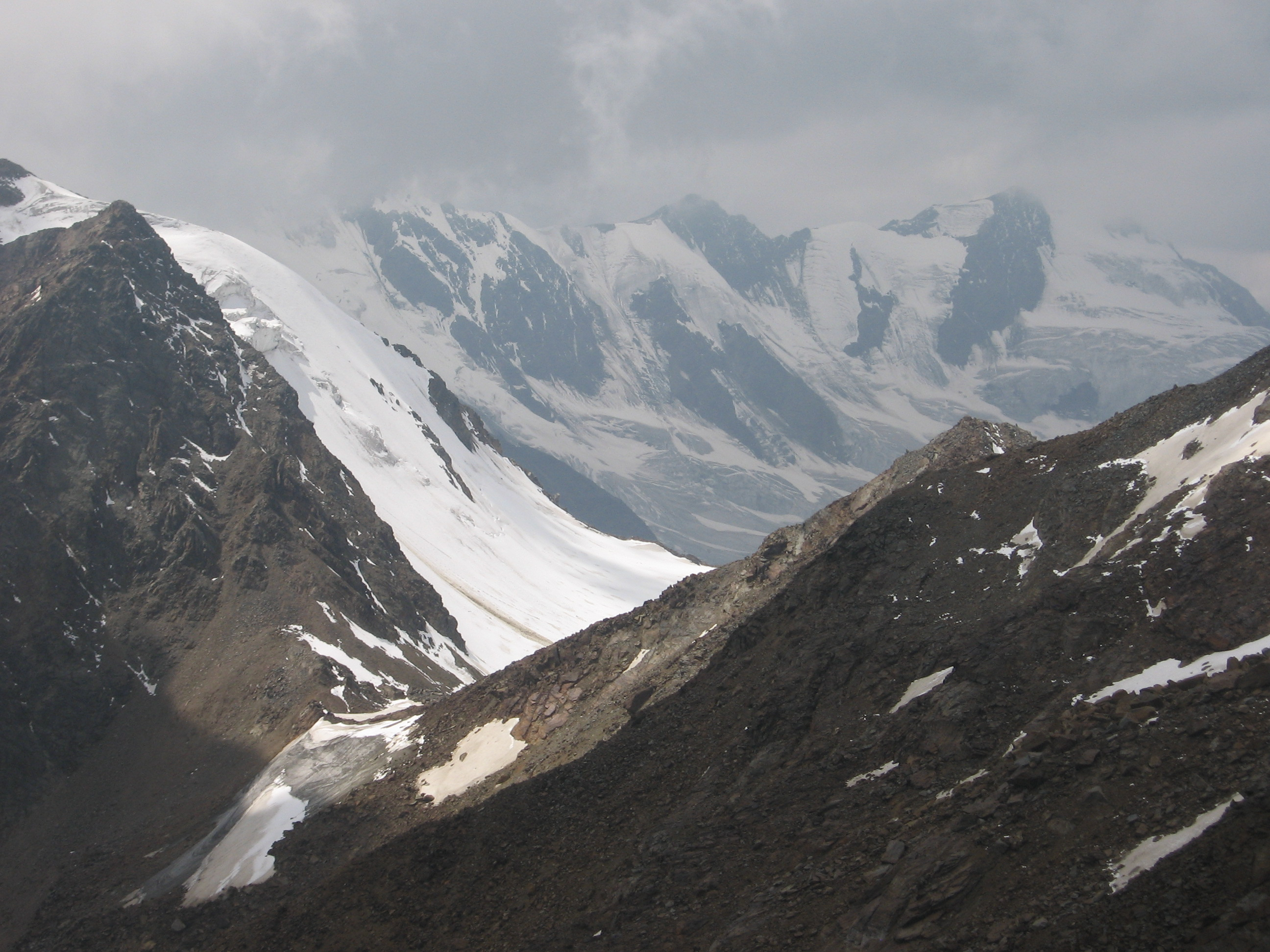
Il Ghiacciaio dei Forni dal rifugio Mantova

Il gruppo dell'Ortles-Cevedale è uno dei gruppi più noti del Tirolo in cui si praticano tutte le discipline dell'alpinismo. La storia alpinistica del gruppo inizia con la prima salita dell'Ortles nel 1804 da parte di Johann Klausner, Johann Leitner e Joseph Pichler lungo un canalone che incide la parete sud-ovest, in Valle di Trafoi. Nel resto del XIX secolo tutte le cime principali del gruppo vengono scalate sistematicamente ed i loro versanti esplorati; particolarmente attivo nel gruppo è Julius Payer che compie ben 66 prime ascensioni con lo scopo di mappare ed esplorare tutti i valichi e le creste del massiccio. È in questo periodo che si assiste anche alla nascita delle guide di montagna del gruppo quali i Pichler, i Reinstadler ed i Pinggera che accompagnano i loro clienti lungo gli itinerari più rinomati e talvolta aprendone di nuovi.
Le imprese più importanti compiute nel gruppo nel corso del XIX secolo, oltre alla prima salita dell'Ortles, sono: la prima salita di uno dei due Zebrù (incerta attribuzione) da parte di Stephan Steinberger nel 1854 che parte da solo dal Passo dello Stelvio, attraversa tutta la catena Trafoi-Thurwieser, valica il Passo dell'Ortles e scende sulla vedretta Zebrù, conquista una delle due cime (egli ha sempre affermato il Gran Zebrù) eppoi ritorna al Passo dello Stelvio, il tutto in 18 ore di cammino; la scalata della parete nord del Gran Zebrù da parte di B. Minnigerode e compagni nel 1879, senza ramponi ed intagliando più di 1500 gradini nel ghiaccio; la prima ascensione del canale est dell'Ortles da parte di Otto Schück e compagni nel 1879; la salita solitaria della parete nord della Punta Thurwieser di G. Lammer nel 1893; la prima salita della parete nord-est del Monte Zebrù di Beatrice Tomasson e guide nel 1898.
Nel XX secolo il massiccio conosce la tragedia della prima guerra mondiale che vede la contrapposizione degli Alpini (Regno d'Italia) e dei Kaiserschützen (Tirolo, Impero Austroungarico) con un sistema di baracche, teleferiche, gallerie nel ghiaccio e posizioni avanzate che partono dal Passo dello Stelvio, dominato dal Monte Scorluzzo, passano per il Monte Cristallo, Cima Tuckett e Cime Campana tenute dagli Austriaci (con gli Italiani arroccati lungo il versante meridionale) fino al complesso Trafoi-Thurwieser, saldamente tenuto dagli Alpini e teatro di aspre battaglie d'alta quota. La linea del fronte passa poi rispettivamente sulle cime dell'Ortles e del Gran Zebrù; sulla prima gli Austriaci vi fissano le artiglierie, sulla seconda i due schieramenti sono a circa 80 m di distanza e presidiano le forcelle di accesso alla Val di Solda e Val Zebrù, solo l'intermedio Monte Zebrù non venne presidiato, a causa della sua scomoda posizione che non permetteva facili rifornimenti a nessuno dei due contendenti.
La frontiera scende poi dal Gran Zebrù sul Ghiacciaio dei Forni, passando poi per la Punta San Matteo, punto cardine della zona e con le cime vicine che erano di rinforzo rispettivamente per i due contendenti e prosegue tagliano in due il massiccio dell'Albiolo fino al Passo del Tonale. La linea del fronte rimane immutata negli anni della Grande Guerra, a causa delle difficoltà offerte dal territorio, anche se si registrano diversi tentativi da parte di entrambi gli schieramenti di aprirsi passaggi e di guadagnare posizioni vantaggiose rispetto al nemico. Le battaglie più significative sono quelle combattute sul Monte Cristallo, sulla Cima Trafoi, sulla Punta San Matteo e sull'Albiolo e passo Tonale.
Dopo la cruenta parentesi della Grande Guerra gli alpinisti tornano a frequentare le pareti del gruppo aprendo nuovi e difficili itinerari come la via diretta Ertl-Brehm del 1930 alla nord del Gran Zebrù, la via Ertl-Schmidt alla nord dell'Ortles nel 1931, la via alla parete sud-ovest di Gino Soldà e Giuseppe Pirovano del 1934, la scalata della parete nord del Pizzo Tresero di Negri e Prati del 1936. La Seconda Guerra Mondiale interrompe nuovamente le attività nel gruppo che riprendono poi negli anni '50, anni in cui fa la sua comparsa Kurt Diemberger che apre in solitaria una nuova via sul Monte Zebrù e scala la grande Meringa del Gran Zebrù con Knapp e Unterweger, aprendo la più difficile via in ghiaccio dei suoi tempi (1956). Gli anni '60 sono quelli delle grandi imprese invernali del gruppo di meranesi di D. Drescher, H. Larcher, U Kössler e H. Authier che ripetono nella stagione fredda tutte le più importanti vie del gruppo (anche se la prima invernale alla diretta Brehm-Ertl è di J. Canali e G. Nessi nel 1961).
Fanno la loro comparsa ora anche i fratelli Messner che scalano direttamente il seracco della via Ertl-Schmidt dell'Ortles, aprendo una via in ghiaccio breve ma estremamente difficile, e Peter Holl che nel 1963 scala le placche a destra del canalone Ertl e vince direttamente il bordo della Vedretta dell'Ortles con quella che è indubbiamente la via più ardua tracciata fino ad allora nel massiccio. Gli anni '70 sono quello dello sci estremo con le incredibili e difficilissime discese di Heini Holzer che dal 1970 al 1977 ripercorre in discesa con gli sci tutti gli itinerari classici del gruppo (Minnigerode al Gran Zebrù, Minnigerode e Schückrinne all'Ortles, ecc...). L'alpinismo nel gruppo Ortles-Cevedale continua ancora ai nostri giorni, nonostante il ritiro dei ghiacciai ed il mutamento delle condizioni delle montagne, con l'apertura di nuovi e sempre più ardui itinerari quali ad esempio "Ghost Zebrù" sulla parete sud del Gran Zebrù, attraverso effimere colate di ghiaccio, e "Schac Matt", una nuova via di ghiaccio e roccia che richiede un uso raffinatissimo del dry-tooling attraverso gli strapiombi basali del Gran Zebrù.

## Rifugi

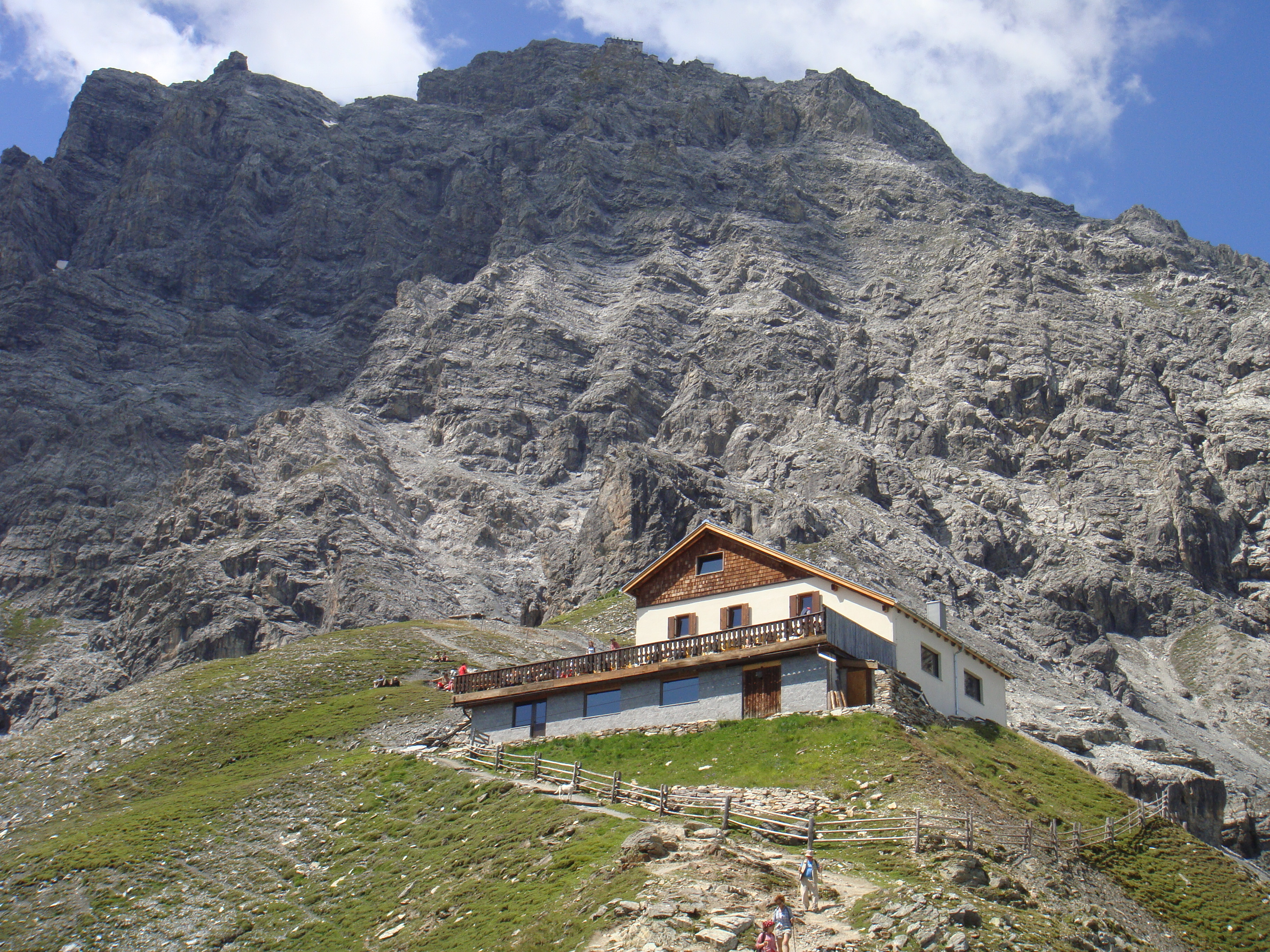
Rifugio Tabaretta

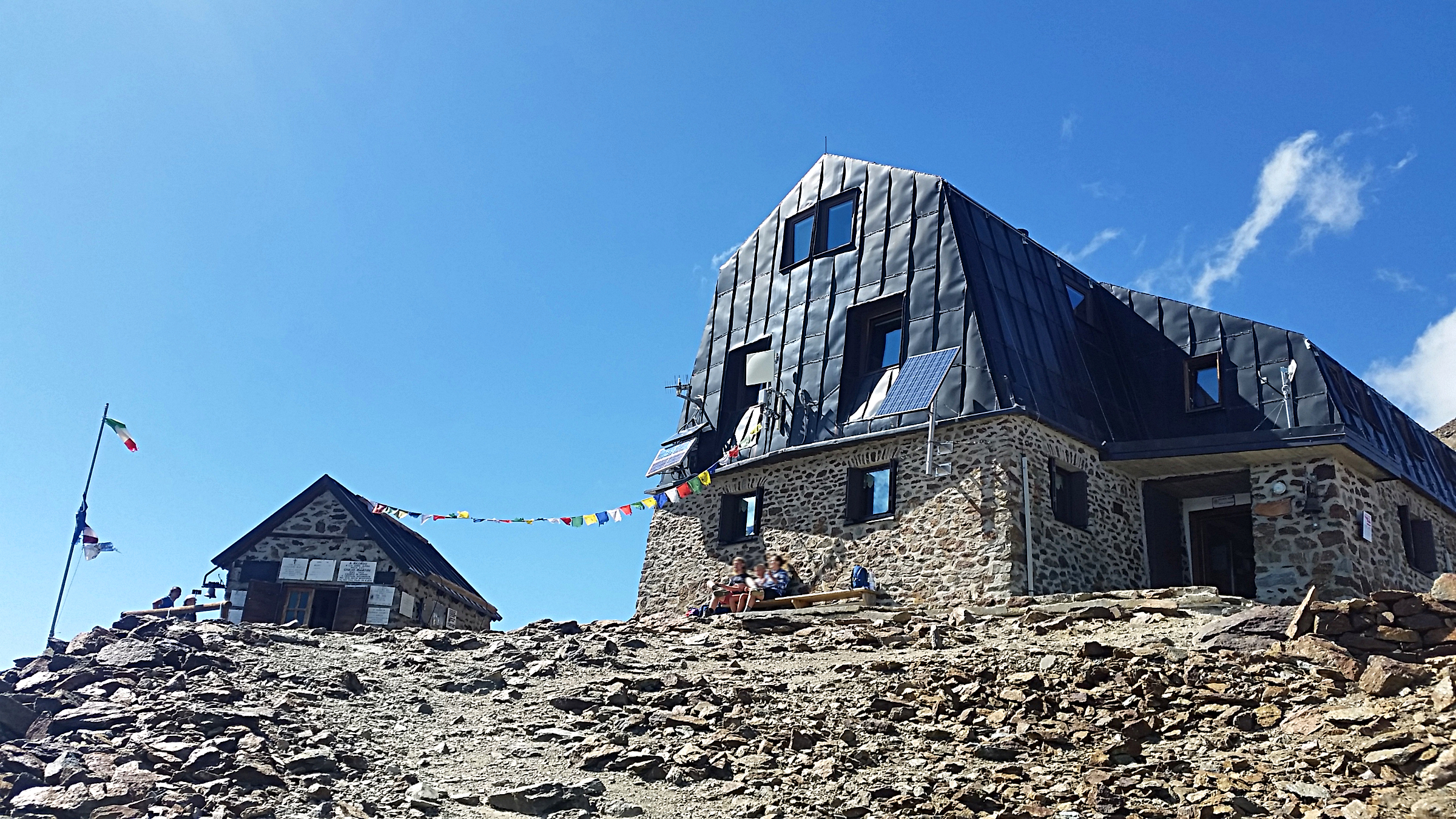
Rifugio Vioz

Per favorire l'escursionismo di alta quota e l'ascesa alle cime nel massiccio Ortles-Cevedale sono presenti alcuni rifugi alpini:
- rifugio Mantova al Vioz - 3.535 m
- rifugio Casati - 3.269 m
- rifugio Payer - 3.029 m
- rifugio Quinto Alpini - 2.877 m
- rifugio Serristori (in tedesco Düsseldorfer Hütte) - 2.721 m
- rifugio Pizzini - 2.706 m
- rifugio Larcher - 2.608 m
- rifugio Tabaretta - 2.556 m
- rifugio Cesare Branca - 2.487 m
- rifugio Bozzi - 2.478 m
- rifugio Silvio Dorigoni - 2.437 m
- rifugio Nino Corsi (Zufàll-Hütte) - 2.265 m
- rifugio Ghiacciaio dei Forni - 2.200 m